# کانال رسمی یوتیوب
یوتیوب (که قبلاً YouTube Spotlight نام داشت)، کانال رسمی یوتیوب برای نمایش ویدیوها و رویدادها در این پلتفرم است. ویدیوهای یوتیوب ریوایند بین سال‌های ۲۰۱۰ تا ۲۰۱۹ در این کانال بارگذاری شده‌است. برای مدت کوتاهی در اواخر سال ۲۰۱۳، این کانال بیشترین مشترک را در این سرویس داشت. تا دسامبر ۲۰۲۱، این کانال ۳۲٫۶ میلیون مشترک و ۲٫۵ میلیارد بازدید ویدیو داشته‌است.